# Saint-Servan
Saint-Servan is een plaats en voormalige gemeente in de Franse gemeente Saint-Malo. Het ligt aan het Kanaal op 3,5 km van de haven van Saint-Malo.

## Geschiedenis
Saint-Servan werd oorspronkelijk Aleth (Alet) genoemd. Hier lag op een rotsheuvel bij de zee een Gallo-Romeinse nederzetting. In de zesde eeuw vestigde Machutus (Sint-Malo), een missionaris uit Wales zich hier om de streek te kerstenen. Het voormalige bisdom Saint-Malo had hier zijn zetel na de verkiezing van Machutus als zijn eerste bisschop. Onder de Normandiërs werd in de tiende eeuw een nieuwe kathedraal gebouwd. Deze werd in 1255 vernield door de bevolking tijdens een twist met de bisschop over belastingen. Het bisdom verhuisde naar Saint-Malo. In de veertiende eeuw werd de Tour Solidor gebouwd om de monding van de Rance te bewaken. De toren werd in de zeventiende eeuw nog versterkt. In die tijd werd ook het Établissement national des invalides de la marine gebouwd, maar gewonde leden van de marine werden opgevangen. Saint-Servan was een visserdorp waar er ook scheepswerven waren. In 1967 fuseerden de gemeenten Saint-Servan en Paramé met Saint-Malo.

## Bezienswaardigheden
Bezienswaardigheden zijn de Tour Solidor (veertiende en zeventiende eeuw) en de vierkanten vuurtoren Phare des Bas-Sablons (negentiende eeuw). De 14 meter hoge vuurtoren bewaakt het scheepvaartkanaal naar de haven van Saint-Malo.
Katholieke bedevaartgangers bezoeken er het Huis van het Kruis, waar de heilige Jeanne Jugan en de Kleine Zusters van de Armen liefdadigheid bedreven. In het dorp ligt de kerk Sainte-Croix.

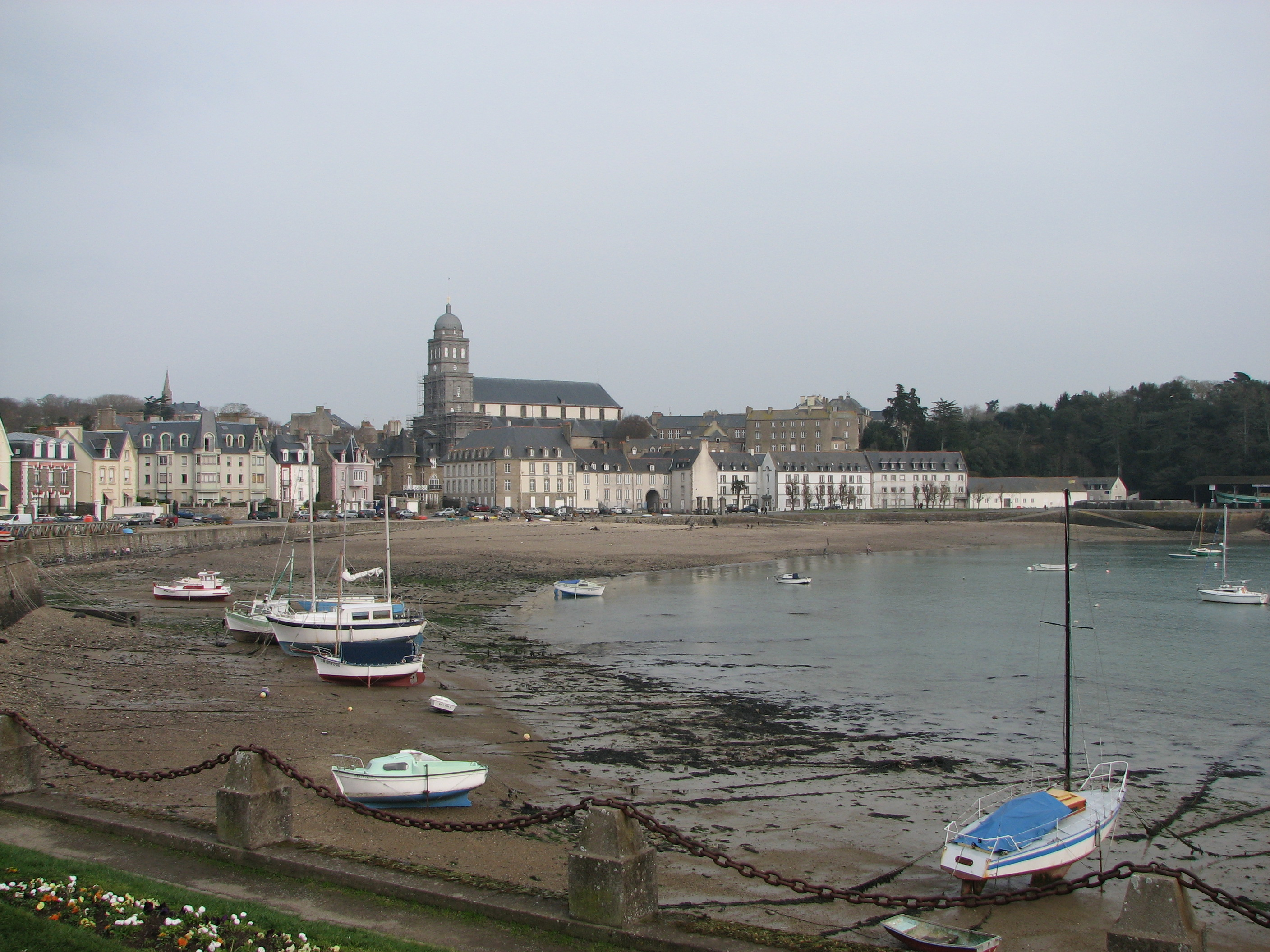
Saint-Servan met Anse Solidor, Quai Solidor en de kerk Sainte-Croix

## Geboren
- Ernest Guéguen (1885-1915), voetballer
- Suzy Solidor (1900-1983), zangeres en actrice

## Overleden
- Jean-Baptiste Cécille (1787-1873), admiraal, diplomaat en politicus